# Pacsa
Pacsa é uma cidade da Hungria, situada no condado de Zala. Tem 22,71 km² de área e sua população em 2019 foi estimada em 1.630 habitantes.